# Centrala USA
Centrala USA (engelska: Central United States) kallas ibland området mellan östra och västra USA, då landet ses i ett treregionsperspektiv, och begreppet omfattar då i princip Mellanvästern samt de västra och centrala delarna av södern. Under 1900-talet och början av 2000-talet har regionen haft stora problem med översvämningar.

### Fotnoter
1. ↑  Iman Mallakpour & Gabriele Villarini (29 september 2014). ”The changing nature of flooding across the central United States” (på engelska). Nature. http://www.nature.com/nclimate/journal/v5/n3/full/nclimate2516.html. Läst 8 november 2015.